# Яумбаєво
Яумба́єво (рос. Яумбаево, башк. Яуымбай) — присілок у складі Бурзянського району Башкортостану, Росія. Входить до складу Байназаровської сільської ради.
Населення — 436 осіб (2010; 443 в 2002).
Національний склад:
- башкири — 100%